# 西村天囚
西村 天囚（にしむら てんしゅう、1865年9月12日（慶応元年7月23日） - 1924年（大正13年）7月29日）は、日本のジャーナリスト。本名は時彦（ときつね）、で、天囚は号。他に碩園（せきえん）とも名乗った。字は子駿。大阪朝日新聞主筆で、コラム「天声人語」の名付け親である。
江戸時代に大坂につくられた学問所「懐徳堂」の復興にも尽力し、漢籍など天囚の旧蔵所が「碩園記念文庫」として保存されている。
祖先に西村織部丞時貫がいる。

## 略歴
- 慶応元年（1865年）7月23日 大隅国種子島西之表（現在の鹿児島県西之表市）[1]に生まれる。
- 慶応3年（1867年）7月9日 父を失う。
- 明治13年（1880年） 東京帝国大学古典講習科に入学[1]。重野安繹・島田篁村に学ぶ。
- 明治20年（1887年） 退学。
- 明治22年（1889年） 『大阪公論』の記者となる。
- 明治23年（1890年） 『大阪朝日新聞』の記者となる[1]。
- 明治26年（1893年） 福島安正のシベリア単騎横断をウラジオストクで出迎え取材する。
- 明治27年（1894年） 日清戦争を従軍記者として取材[1]。
- 明治29年（1896年） 『東京朝日新聞』編集局主宰。
- 明治35年（1902年） 大阪朝日新聞社に戻る。
- 明治37年（1904年） 『大阪朝日新聞』に「天声人語」初掲載[1]。
- 明治43年（1910年） 「懐徳堂記念会」を立ち上げ、復興や顕彰活動に取り組む[1]。春より大型客船で世界一周旅行を行い『欧米遊覧記』[2]を刊行
- 大正3年（1914年） 編集顧問になる。
- 大正5年（1916年）9月 京都帝国大学講師[1]。
- 大正8年（1919年）5月 大阪朝日新聞社を退社[1]。
- 大正9年（1920年）5月 文学博士。
- 大正9年（1920年）6月 島津家臨時編輯所編纂長。
- 大正10年（1921年）8月 宮内省御用掛（勅任待遇）となり、東京に移住[1]。
- 大正12年（1923年）9月 正五位。
- 大正13年（1924年）1月 御講書控。
- 大正13年（1924年）7月29日 従四位。
- 大正13年（1924年）7月30日 死去。享年60。勲四等瑞宝章。